# Świadkowie Jehowy na Jamajce
Świadkowie Jehowy na Jamajce – społeczność wyznaniowa na Jamajce, należąca do ogólnoświatowej wspólnoty Świadków Jehowy, licząca w 2023 roku 10 988 głosicieli, należących do 152 zborów. Na dorocznej uroczystości Wieczerzy Pańskiej w 2023 roku zgromadziły się 31 924 osoby (ok. 1,3% mieszkańców). Działalność miejscowych głosicieli od 2014 roku koordynuje Amerykańskie Biuro Oddziału w Wallkill.

## Historia

### Początki

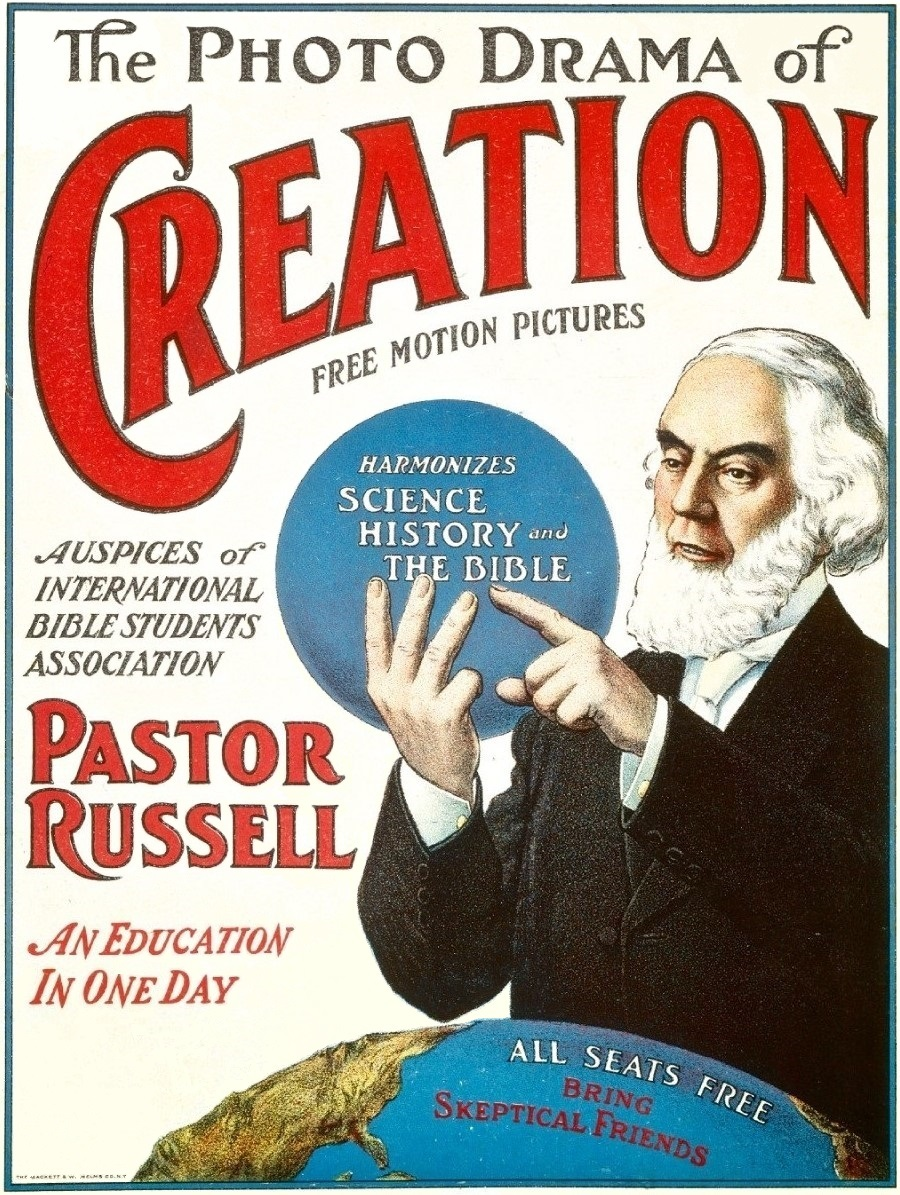
W roku 1922 rozpoczęto na Jamajce wyświetlanie Fotodramy stworzenia

Działalność na wyspie rozpoczęli w roku 1897 powracający z emigracji zarobkowej w Kostaryce Louis Facey i H.P. Clare, którzy przyjęli wierzenia Badaczy Pisma Świętego. W roku 1899 ponad 300 osób było obecnych na Wieczerzy Pańskiej (Pamiątce).
Około 1902 roku J.A. Browne został wysłany na Jamajkę, by umacniać i zachęcać 14 tamtejszych niewielkich grup. W 1905 roku w Kingston odbył się pierwszy na wyspie kongres, z udziałem 600 osób. W 1906 roku na Jamajce rozpowszechniono ponad 1 200 000 publikacji tego wyznania, a w stolicy otwarto Biuro Oddziału. W roku 1908 w kongresie w Kingston uczestniczyło 350 osób.
26 lutego 1913 roku w „Collegiate Hall” w Kingston dwukrotnie przemawiał Charles Taze Russell. Wykładów za każdym razem wysłuchało około 1800 osób. W 1914 roku grupa Badaczy Pisma Świętego liczyła około 100 osób.
W latach 20. XX wieku pochodzący z Jamajki William R. Brown rozpoczął działalność na wielu wyspach karaibskich, w Ameryce Południowej, a także w Afryce. W roku 1922 rozpoczęto wyświetlanie na Jamajce Fotodramy stworzenia. W latach 30. i 40. XX wieku wierzenia Świadków Jehowy rozpowszechniano za pomocą przenośnych gramofonów.
W 1936 roku na kongresie obecnych było około 2000 osób. W 1938 roku zanotowano liczbę 390, a rok później – 543 głosicieli. W czasie II wojny światowej władze zakazały rozpowszechniania publikacji tego wyznania oraz Biblii.

### Rozwój działalności
W roku 1946 otwarto nowe Biuro Oddziału. W listopadzie tego samego roku przybyli pierwsi misjonarze, absolwenci Szkoły Gilead (do roku 1962 przybyło 29 misjonarzy). W roku 1947 na Jamajce działało 1185 głosicieli, rok później – 1739.
Na początku lat 50. XX wieku misjonarze korzystali z 18-metrowego szkunera Sibia (który później został zastąpiony większą łodzią – Light), by rozgłaszać religię w różnych częściach wyspy. W tamtych latach kraj kilkakrotnie odwiedzali przedstawiciele Biura Głównego Towarzystwa Strażnica. W 1950 roku w stolicy zorganizowano kongres pod hasłem „Rozrost Teokracji”. W roku 1951 zorganizowano pomoc humanitarną dla poszkodowanych przez huragan. W następnym roku w stolicy powstała pierwsza Sala Królestwa. W roku 1954 Jamajkę odwiedził Milton George Henschel. W roku 1956 zanotowano liczbę 3216, a dwa lata później – 4367 głosicieli. 31 sierpnia 1958 roku z udziałem 1276 delegatów otwarto nowe Biuro Oddziału.
W 1966 roku w Kingston odbył się pierwszy w kraju kongres międzynarodowy pod hasłem „Synowie Boży – synami wolności”, z delegatami z 18 krajów (w tym 218 ze Stanów Zjednoczonych i 246 z Wielkiej Brytanii). Wzięło w nim udział 9458 osób, a 189 zostało ochrzczonych. W kraju działało 5162 głosicieli.
W latach 60. XX wieku wiele osób ze względów ekonomicznych wyemigrowało z kraju. Pomimo tego od końca lat 70. XX wieku – by zaspokoić potrzeby rosnącej liczby Świadków – powiększono lub wybudowano nowe Sale Królestwa.
W roku 1980 została oddana do użytku Sala Zgromadzeń. W roku 1983 zanotowano liczbę ponad 7000 głosicieli. W 1986 roku w Kingston otwarto nowe Biuro Oddziału, a w 1997 roku przeniesiono je w okolice Old Harbour. W następnych latach organizowano pomoc humanitarną dla współwyznawców poszkodowanych przez kataklizmy: powódź rzeki Rio Minho (1986), huragan Gilbert (1988), huragan Ivan (2004). Pierwszą Salę Zgromadzeń na Jamajce oddano do użytku 7 listopada 1992 roku. Na uroczystość przybyło 4469 osób. W roku 1995 zanotowano liczbę 10 000 głosicieli. Drugą Salę Zgromadzeń otwarto w roku 1997. Pod koniec roku 2009 do kraju dotarli kolejni misjonarze, ze 127. klasy Szkoły Gilead.
W 2010 roku przekroczono liczbę 12 tysięcy głosicieli – 12 227, a na Wieczerzy Pańskiej zebrało się trzy razy więcej osób. W listopadzie 2020 roku zorganizowano pomoc dla poszkodowanych przez huragan Eta. W 2021 roku na uroczystości Wieczerzy Pańskiej zgromadziło się 48 056 osób (ok. 2% mieszkańców).
Na Jamajce funkcjonują dwa Biura Tłumaczeń (jamajskiego języka migowego oraz miejscowego języka kreolskiego).
Zebrania zborowe i kongresy odbywają się językach angielskim, jamajskim migowym i kreolskim jamajskim.